# Catagonium complanatum
Catagonium complanatum là một loài Rêu trong họ Catagoniaceae. Loài này được (Cardot & Broth.) Broth. mô tả khoa học đầu tiên năm 1925.